# 超級機器人大戰Y
《超級機器人大戰Y》為萬代南夢宮娛樂預定於2025年8月28日發售的遊戲。於任天堂Switch、PlayStation 5、Steam平台發售。簡稱「機戰Y」或是「SRWY」。

## 製作背景
在2025年3月27日的任天堂直面會上，宣布遊戲將於2025年8月發售。本作是自《超級機器人大戰30》四年來該系列的第一部全新作品。直到上一款遊戲之前，製作方一直使用專為《超級機器人大戰》打造的自家引擎，但為了繼續這個系列並為未來的發展做好準備，他們已經開始轉向更通用的遊戲引擎，這亦是為何與前作相差四年的原因。

## 參戰作品

### 一覽
★標誌為系列作初參戰作品。◆標誌為在家用機中的初參戰作品。⬤標誌為只有機體登場。
- 勇者莱汀（勇者ライディーン）
- 超力電磁俠（超電磁ロボ コン・バトラーV）
- 聖戰士DUNBINE（聖戦士ダンバイン）
- 聖戰士DUNBINE New Story of Aura Battler Dunbine（聖戦士ダンバイン New Story of Aura Battler Dunbine）
- 重戰機艾爾鋼（重戦機エルガイム）
- 機動戰士Z GUNDAM（機動戦士Ζガンダム）
- 機動戰士GUNDAM 逆襲的夏亞（機動戦士ガンダム 逆襲のシャア）
- ●M-MSV
- 機動武鬥傳G GUNDAM（機動武闘伝Gガンダム）
- 新機動戰記GUNDAM W 無盡的華爾茲（新機動戦記ガンダムW Endless Waltz）
- 機動戰士GUNDAM SEED DESTINY（機動戦士ガンダムSEED DESTINY）
- ★機動戰士GUNDAM 水星的魔女 Season1 （機動戦士ガンダム 水星の魔女 Season1）
- 魔神凱撒 死鬥！暗黑大將軍（マジンカイザー 死闘!暗黒大将軍）
- ◆蓋特機器人ARC（ゲッターロボ アーク）
- 銀河機攻隊 莊嚴皇子（銀河機攻隊マジェスティックプリンス）
- ◆●超時空要塞 Delta（マクロスΔ）
- ◆超時空要塞 Delta 激情的女武神（Walküre)（劇場版マクロスΔ 激情のワルキューレ）
- Code Geass 反叛的魯路修III 皇道（コードギアス 反逆のルルーシュIII 皇道）
- Code Geass 復活的魯路修（コードギアス 復活のルルーシュ）
- ★哥吉拉 奇異點（ゴジラ S.P ＜シンギュラポイント＞）
- ★SSSS.DYNAZENON

### DLC參戰作品
- 銀河旋風（銀河旋風ブライガー）
- The Big O（THE ビッグオー）
- ★風都偵探 假面騎士SKULL的肖像（風都探偵 仮面ライダースカルの肖像）
- 鋼鐵吉克（鋼鉄ジーグ）
- ★蓋特機器人 漆黑的漂流者（DYNAMIC企劃原創）（ゲッターロボ 漆黒の漂流者 (ダイナミックオリジナル企画)）
- ★勇者傳說（伝説の勇者ダ・ガーン）

### 解說
除上述作品外，OVA作品《魔神凱撒 死鬥！暗黑大將軍》的主角機體「魔神凱撒」將獨立以《DYNAMIC企劃原創》（ダイナミック企画オリジナル）的名義特別參戰。機體設計方面則沿用《超級機械人大戰X》時的設計，而不是OVA系列。
《Code Geass》系列中零之鎮魂曲的一幕將使用《皇道》的場景，主線劇情則取自《復活的魯路修》。

### 封面登場機體
- 莱汀（勇者莱汀）
- （超力電磁俠）
- 艾爾鋼（重戰機艾爾鋼）
- RED FIVE（銀河機攻隊 莊嚴皇子）
- 紅蓮特式（Code Geass 復活的魯路修）
- 蓋特ARC（蓋特機器人ARC）
- VF-1EX 女武神（劇場版 超時空要塞 Delta 激情的女武神）
- 風靈GUNDAM（機動戰士GUNDAM 水星的魔女）
- DYNAZENON（SSSS.DYNAZENON）
- 噴射傑格（哥吉拉 奇異點）

## 外部連結
- 官方网站（日語）